# أندرو وايت (سياسي)
أندرو وايت (بالإنجليزية: Andrew White)‏ هو سياسي أسترالي، ولد في 1859، وتوفي في 1936. انتخب عضو الجمعية التشريعية فيكتوريا.